# Schwetzingen
Schwetzingen (tiếng Đức: [ˈʃvɛtsɪŋən] ⓘ) là một thị trấn của Đức nằm ở phía tây bắc bang Baden-Württemberg, cách Heidelberg khoảng 10 km (6,2 mi) về phía tây nam và cách Mannheim 15 km (9,3 mi) về phía đông nam. Đây là một trong năm đô thị lớn nhất của huyện Rhein-Neckar-Kreis.

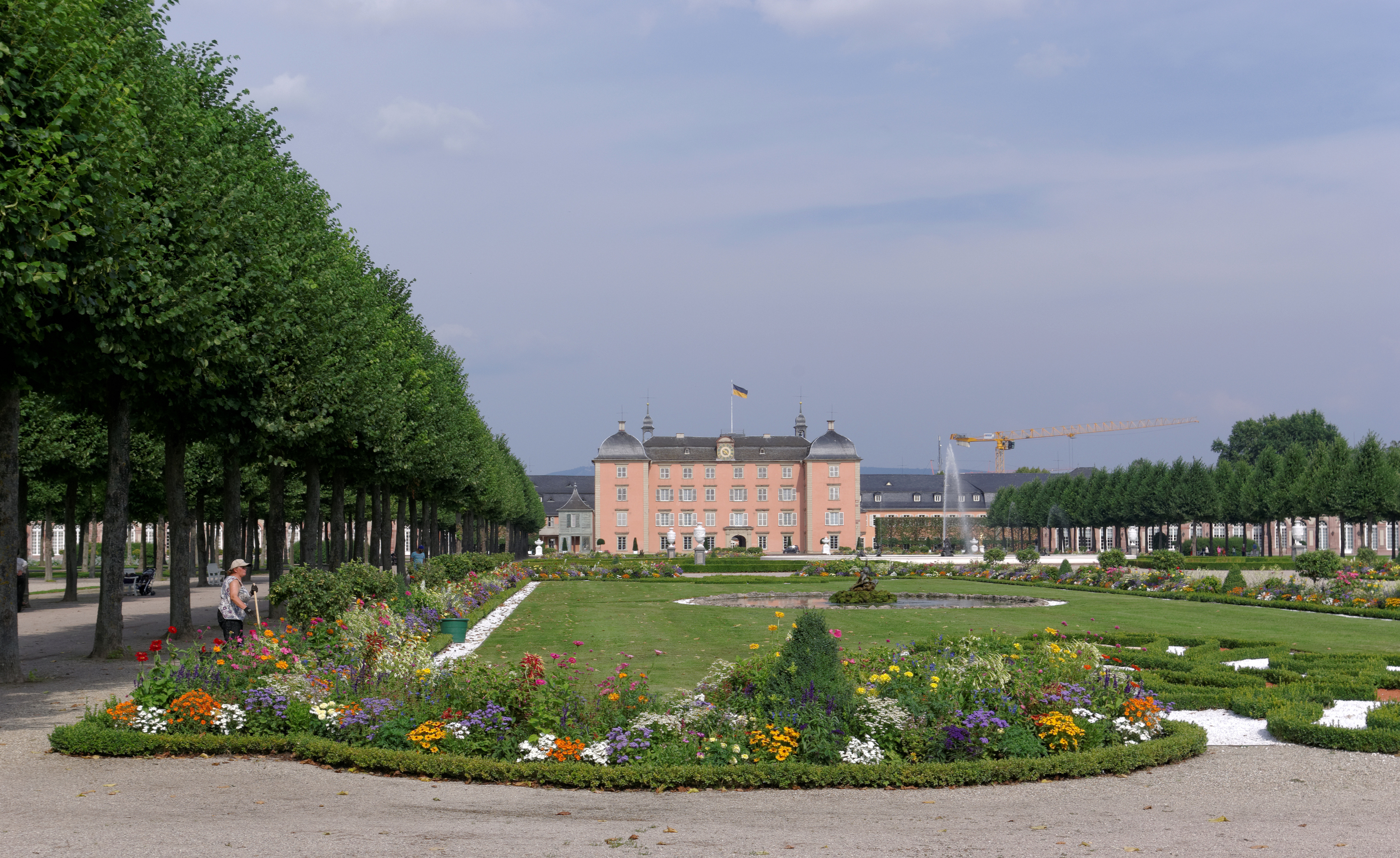
Lâu đài Schwetzingen

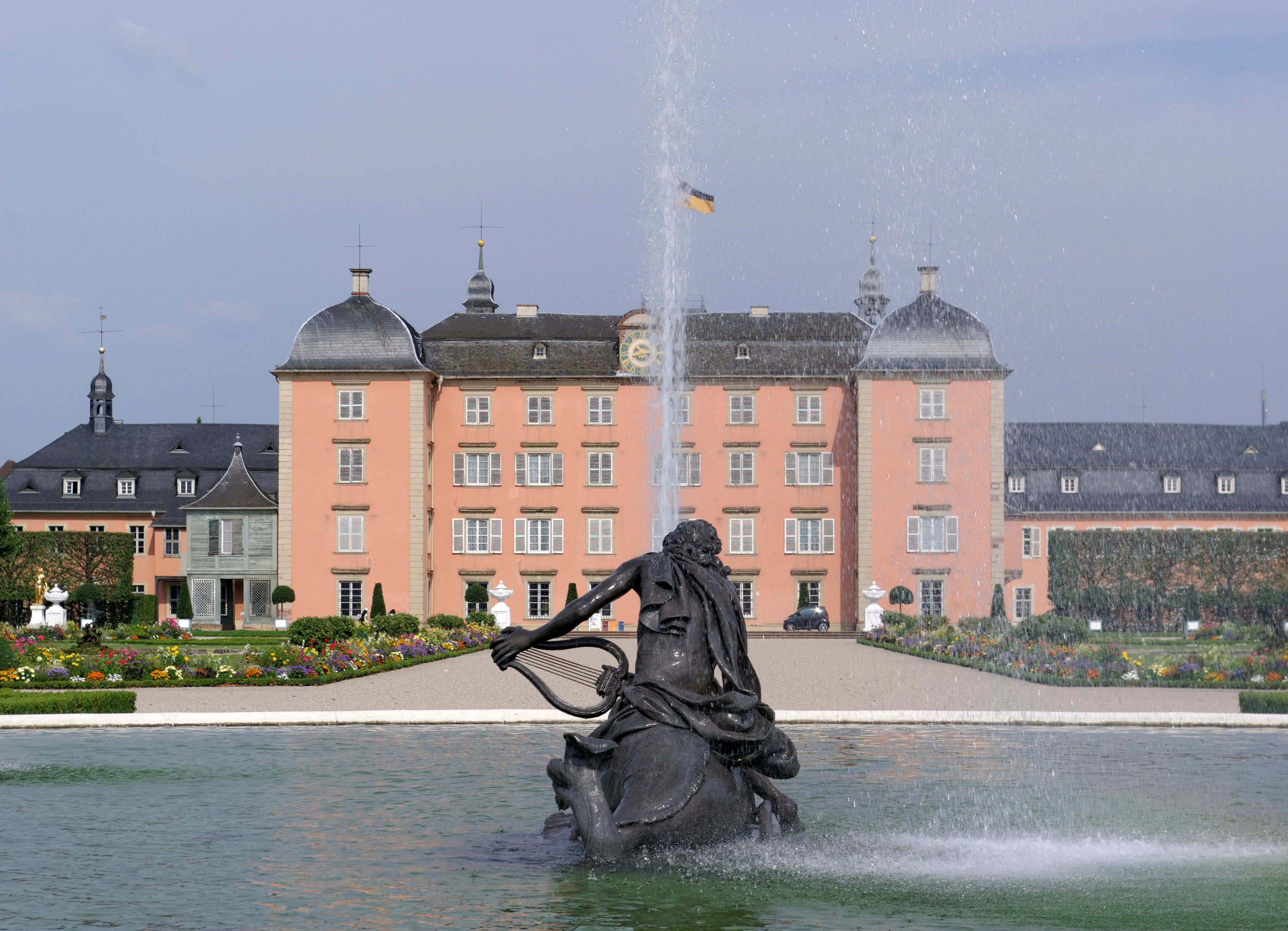
Lâu đài Schwetzingen

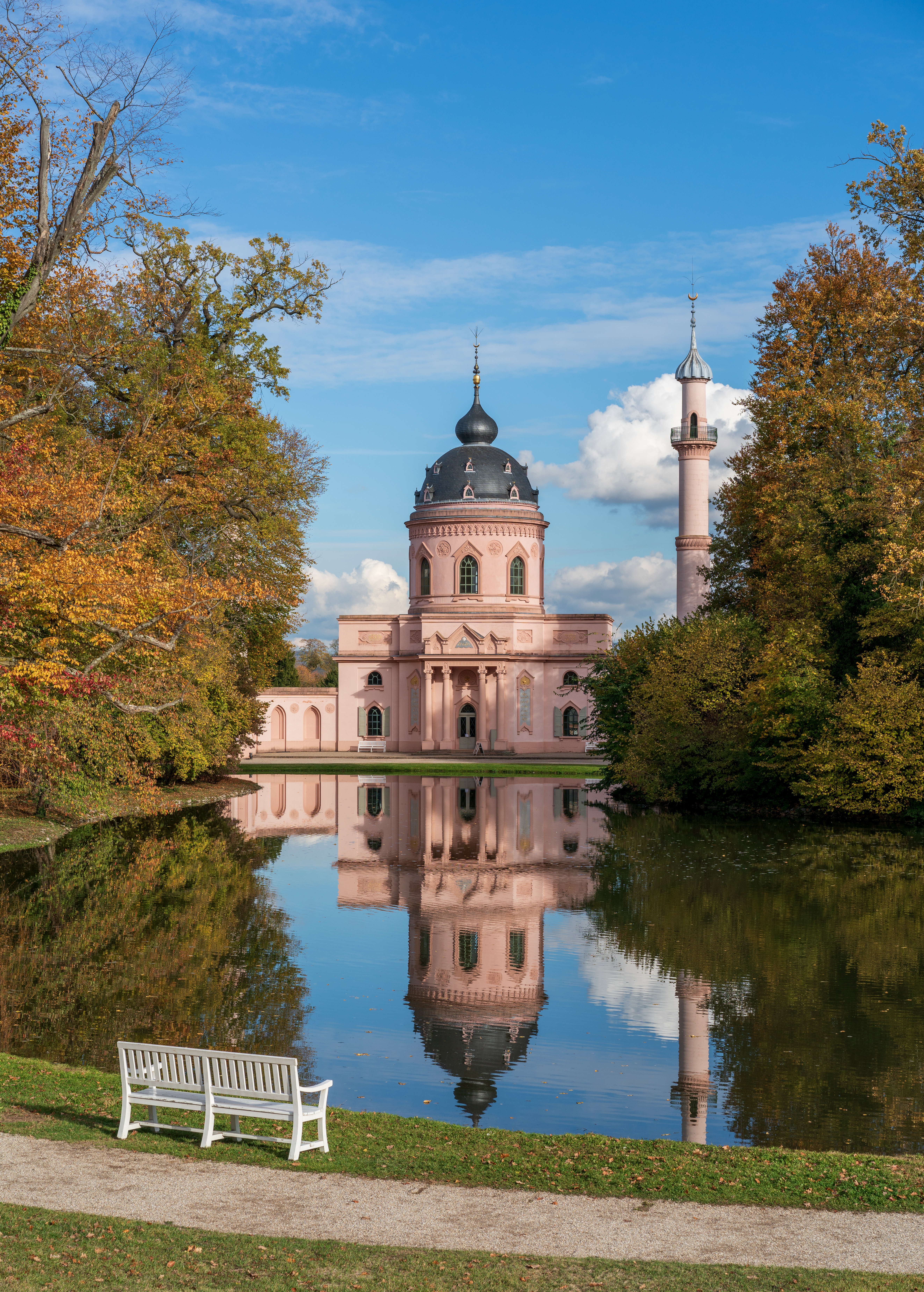
Nhà thờ Hồi giáo tại Lâu đài Schwetzingen

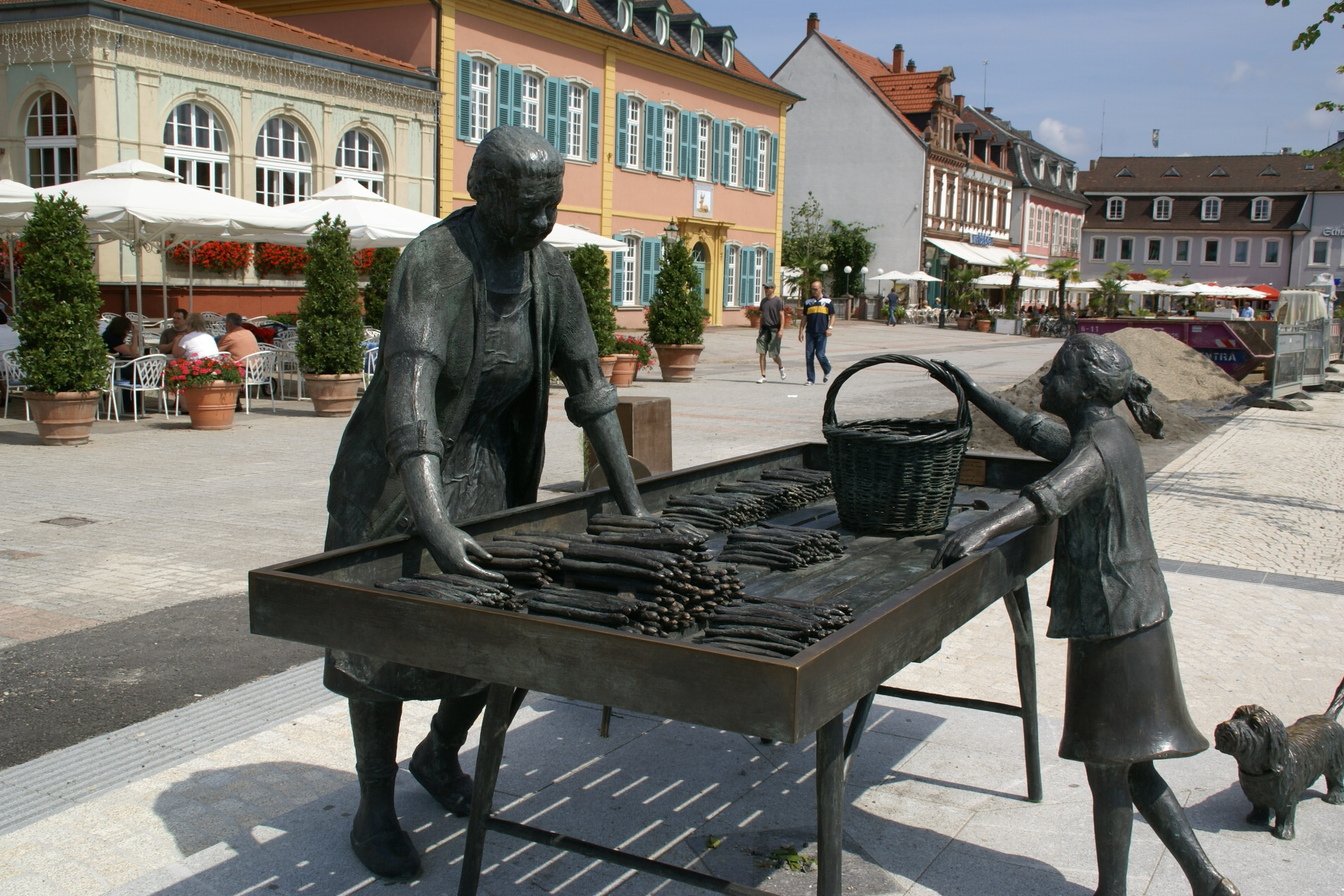
Tác phẩm "Spargelskulptur" ở quảng trường trung tâm